# Ansbert von Mailand
 Ansbert von Mailand (* in Biassono bei Monza; † 7. Dezember 881 in Mailand) war von 868 bis zu seinem Tod Erzbischof von Mailand.

## Leben und Amt

### Langobardische Herkunft, Aufstieg
In den Quellen taucht Ansbert, Ansperto, wie ihn die Italiener nennen, zum ersten Mal am 20. Juni 857 auf. Zum Erzbischof von Mailand wurde er am 26. Juni 868 erhoben. Er war der Sohn eines Albuzio di Biassono (Brianza), der einer langobardischen Familie angehörte. Einer Reihe dieser Familien gelang nach der Eroberung durch die Franken im Jahr 774 ein langsamer Wiederaufstieg in die höchsten Ränge des Reiches. Allerdings kämpfte er eher auf der Seite des Regnum Italicum, das vielfach als Nachfolger des Langobardenreiches wahrgenommen wurde. Bereits unter einem seiner Vorgänger, Angilbert II. (824–859), war Mailand zum wichtigsten Sammelplatz dieser eher von den Karolingern separatistischen Kräfte geworden. Diese mischten sich in die Thronfolge im Reich ein. Ohne die Unterstützung des Erzbischofs war bald eine erfolgreiche Kandidatur der verschiedenen karolingischen Prätendenten kaum mehr denkbar.
Unter diesem Angilbert war Ansbert Diakon. Er verhandelte mit Ludwig II. wegen der Rechte der Mailänder Kirche, was schon für das Jahr 857 auf eine prominente Stellung im Erzbistum hinweist. Auch ging es dabei um Ansberts Familienrechte, denn sein Bruder war von einem Ansprand getötet worden. Nach langobardischem Recht erhielt die Familie des Opfers von der des Täters Land zugesprochen – auch dies ein Anzeichen für den Wiederaufstieg der langobardischen Familien innerhalb des Frankenreiches.
Der Aufstieg Ansberts setzte sich unter seinen beiden Vorgängern Angilbert und Tadone (863–868) fort. Im Januar 865 nahm er als Erzdiakon und Vicedominus an einem in Mailand abgehaltenen Placitum teil, das zu Gunsten des bedeutenden Klosters Sant’Ambrogio einberufen wurde. Möglicherweise reiste Ansbert auch nach Rom, um auf eine Versöhnung zwischen Kaiser Ludwig und Papst Nikolaus I. hinzuwirken (864).

### Erzbischof von Mailand
Als Erzbischof handelte Ansbert ab 868 zunächst im Einverständnis mit Papst Johannes VIII. Zusammen mit den Bischöfen Liutfred von Pavia und Paulus von Piacenza sollte er eine Untersuchung gegen Rudolf „imperatoris homo“ und seine Frau Bava anstellen. Obwohl er Kleriker war, übernahm er also auch Laienaufgaben. So saß er am 24. Oktober 874 in der Funktion eines „missus“ Ludwigs II. zusammen mit Graf Boso einem Placitum vor, das über die Rechte des besagten Ambrosius-Klosters über einige Kirchen in Campione und Trevenna gegen Bischof Eibert von Como zu befinden hatte, der ein Suffraganbischof des Patriarchen von Aquileia war.

#### Tod Ludwigs II. (875), Krönungen Karls des Kahlen (876 und 877)
875 ging Ansbert nach Brescia. Dort veranlasste er gegen erhebliche Widerstände die Überführung des Leichnams Kaiser Ludwigs II., der am 12. August gestorben war, nachdem er in Süditalien die Sarazenen bekämpft hatte. Er wurde in die Basilika Sant’Ambrogio nach Mailand geleitet.

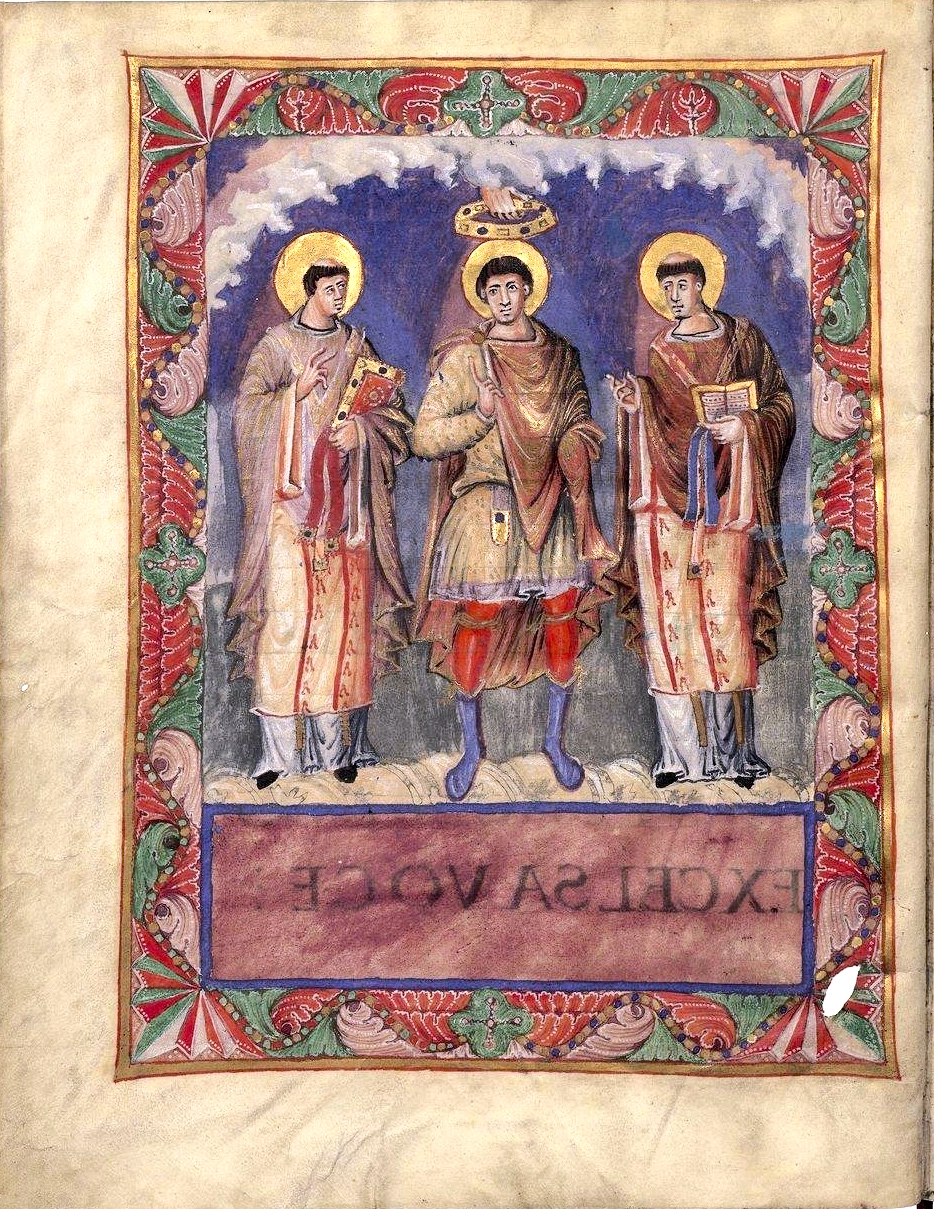
Miniatur aus dem Sakramentar Karls des Kahlen: der Herrscher zwischen den Päpsten Gregor IV. und Johannes VIII.

Ansbert unterstützte den Kandidaten des Papstes, nämlich Karl den Kahlen gegen die Karolinger des Ostfrankenreiches. Vor diesem Hintergrund erhielt die Überführung des Leichnams eine höchst politische Dimension, denn Antonio von Brescia, der dortige Bischof, war ein Anhänger Engelbergas, der Kaiserwitwe, die Karl ablehnte. Daher war Ludwig auch zunächst in Brescia beigesetzt worden. Nachdem Antonio die Herausgabe des Leichnams vor Ansberts Diakon Anselm abgelehnt hatte, reiste Ansbert persönlich dorthin. Am 17. August 875 erschien er zusammen mit seinen Suffraganen Garibald von Bergamo und Benedikt von Cremona, und geleitete den Toten nach Mailand. Dort wurde er am 19. August feierlich beigesetzt, und zwar ostentativ neben den Königen von Italien, nämlich Pippin und Bernhard. Damit wurde der Erzbischof nicht nur zum Wächter der langobardischen Krone, sondern auch der italischen Könige. Da die Kaiserkrone damit in Zusammenhang stand, konnte man ihn auch als Wächter über diese (noch immer karolingische) Krone betrachten. Bei der Kaiserkrönung am 25. Dezember 875 war Ansbert der einflussreichste Mann in Italien.
Doch der Abt von Sant’Ambrogio blieb der Kaiserwitwe treu. Ein Papstbrief vom 27. Dezember 877 erweist, dass dieser Abt vom Erzbischof von seinem Posten entfernt worden war. Die inzwischen mit Kaiser Karl ausgesöhnte Kaiserwitwe bat Ansbert, ihrer Seelenschenkung seine Unterschrift zu geben, um dieser mehr Feierlichkeit zu verleihen.
Am 25. Dezember 875 wurde Karl der Kahle in Rom zum römischen Kaiser gekrönt. 876 nahm Ansbert in der Kirche San Michele Maggiore in Pavia an der Krönung teil. 877 nahm er an einer Synode in Ravenna teil, die unter Vorsitz Papst Johannes’ die Verpflichtung der Erzbischöfe und Patriarchen festlegte, das Pallium aus der Hand des Papstes entgegenzunehmen und damit sich diesem unterzuordnen. Ansbert erreichte, dass der Mailänder Erzbischof dazu nicht selbst nach Rom reisen musste, sondern Beauftragte schicken konnte.
Der Papst ließ am 1. August 877 auf der Ravennater Synode die Übertragung des Kaisertums an Karl bestätigen. Er reiste ihm bis Vercelli entgegen und hielt sich mit ihm in Pavia auf. Doch auf die Nachricht, Karlmann von Bayern rücke mit einem Heer heran, mussten sie nach Tortona ausweichen, wo der Papst die Kaiserin Richildis weihte. Da die westfränkischen Großen weitere Hilfe verweigerten, blieb Karl nichts übrig, als den Papst nach Rom zu entlassen und Italien zu verlassen. Auf dem Rückweg starb er im Oktober 877 in Brides-les-Bains, einem Dorf in den Alpen.

#### Konflikt mit dem Papst (877–880/881), Autonomie des Erzbistums
Das Verhältnis zwischen Ansbert und Johannes blieb aus politischen Gründen äußerst gespannt, weil der Papst die westfränkischen Kandidaten unterstützte, Ansbert hingegen die ostfränkischen. 877 kam es zum Konflikt, als Ansbert Karlmann, den Sohn Ludwigs II., bei seiner Kandidatur zum König von Italien unterstützte. 878 warf der Papst Ansbert vor, einer Synode in Pavia ferngeblieben zu sein, dann einer in Rom. Am 1. Mai 879 wurde Ansbert zusammen mit einer Reihe seiner Suffragane exkommuniziert, am 12. Oktober erklärte der Papst auf einem Konzil in Rom Ansbert gar für abgesetzt. Dies jedoch lehnte der Klerus in Mailand ab. Bischof Johannes von Pavia sollte zudem statt des Mailänders zum päpstlichen Vikar für das Reich erhoben werden. Auch sollte er, zusammen mit seinem Amtskollegen Walpert von Porto die schlechte Nachricht überbringen – ihnen wurde der Zugang zur Stadt verwehrt.
Eine Mailänder Schrift stellte Ansberts Verdienste heraus und verteidigte die Unabhängigkeit des erzbischöflichen Stuhls gegen die Forderungen aus Rom. Erst anlässlich der Krönung Karls zum König von Italien trafen Ansbert und Papst Johannes 880 in Ravenna aufeinander. Sie schlossen Frieden und erkannten wechselseitig ihre kirchliche Autorität an, zumal der Hauptgrund ihres Konfliktes entfallen war.
Doch innerhalb Mailands schwelte der Konflikt weiter. Der Erzdiakon Anselm verharrte in Opposition zum Erzbischof, ebenso wie auch Atto, der Graf von Seprio, der sich kirchliches Land aneignete. Ansbert griff schließlich zum Mittel der Exkommunikation, ein Machtmittel, das der Papst am 15. Februar 881 bestätigte. Am Ende kam es zu einer Lösung des Konflikts, bevor Ansbert im Dezember 881 starb. Noch zu seinen Lebzeiten erhielt das Erzbistum die Freiheit vom Gastungsrecht des Kaisers, was die Autonomie Mailands weiter stärkte.

## Epitaph

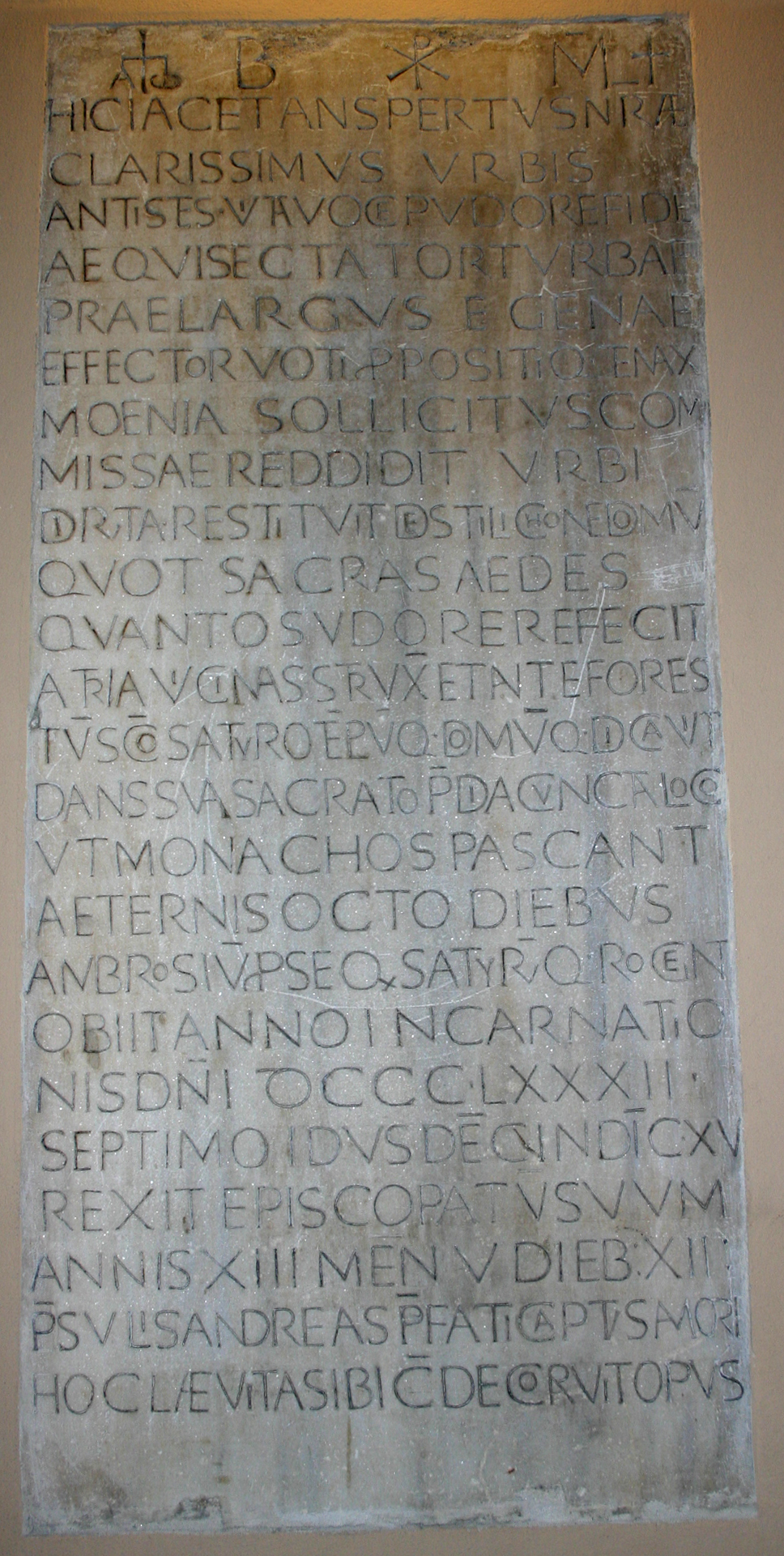
Ansberts Grabstein in Sant’Ambrogio

Ansbert wurde, wie viele seiner Amtsvorgänger, in der Kirche Sant’Ambrogio bestattet. Sein Grabstein mit lateinischer Inschrift ist erhalten. Er befand sich jahrhundertelang im Chor der Kirche. 1869 wurde er ins westlichste Joch versetzt, nahe beim Kirchenportal und dem davor befindlichen Atrium.
Die Inschrift ist ein metrisches Gedicht, bestehend aus vier Strophen zu je zwei Zeilenpaaren. Aus Platzgründen wurde die literarische Struktur vom Steinmetz nicht wiedergegeben.
| Inschrift | Übersetzung |
| Hic iacet Anspertus, n[ost]rae clarissimus urbis Antistes vita, voce, pudore, fide; Aequi sectator, turbae praelargus egenae, Effector voti p[ro]positiq[ue] tenax. Moenia sollicitus commissae reddidit urbi Diruta, restituit de Stilichone domu[m]; Quot sacras aedes quanto sudore refecit, Atria vicinas strux[it] et ante fores. Tum s[an]c[t]o Saturo te[m]plu[m]q[ue] domu[m]q[ue] dicavit, Dans sua sacrato p[rae]dia cuncta loco; Ut monachos pascant aeternis octo diebus, Ambrosiu[m] p[ro] se q[ui] Satyru[m]q[ue] rogent. Obiit anno incarnationis d[omi]ni DCCCLXXXII septimo idus dec[embris] indic[tione] XV. Rexit episcopatu[m] suum annis XIII, men[sibus] V, dieb[us] XII. P[rae]sulis Andreas p[rae]fati captus amore Hoc laevita sibi c[on]decoravit opus. | Hier ruht Ansbert, Bischof unserer Stadt, ausgezeichnet durch sein Leben, Reden, Keuschheit, Glauben; ein Freund der Gerechtigkeit, freigiebig zum bedürftigen Volk; ein beharrlicher Erfüller seines Gelübdes und Vorsatzes. Voll Sorge gab er der ihm anvertrauten Stadt die zerfallenen Mauern wieder, baute das Haus Stilichos wieder auf; wieviele Gotteshäuser stellte er mit wie großer Mühe wieder her, auch baute er Atrien vor den benachbarten Türen. Dann weihte er dem heiligen Satyrus Kirche und Kloster und übergab all seine Besitzungen dem geheiligten Ort, damit sie acht Mönche auf ewige Zeiten ernähren, die Ambrosius und Satyrus für ihn bitten sollen. Er starb im Jahr der Menschwerdung des Herrn 882 am 7. der Iden des Dezember in der 15. Indiktion. Er führte sein Bischofsamt 13 Jahre, 5 Monate und 12 Tage. Der Diakon Andreas, ergriffen von Liebe für den genannten Bischof, ließ ihm zur Zierde dieses Werk anfertigen. |